# École nationale supérieure d'ingénieurs de Bourges
 (novembre 2013).
L’École nationale supérieure d’ingénieurs de Bourges (ENSI de Bourges) est une ancienne école d'ingénieurs française, dont le recrutement des élèves a été arrêté à la rentrée 2013, et dont les derniers diplômés en sont sortis en 2016. L'école a depuis été intégrée dans le nouvel Institut national des sciences appliquées Centre Val de Loire (INSA CVL).

## Historique
- Septembre 1994 : Décision de la création d’une école d’ingénieurs à Bourges.
- Septembre 1997 : Première rentrée (35 élèves ingénieurs)[3].
- Décembre 1998 : Création à Bourges d’un Pôle National sur les Risques Industriels.
- Septembre 1999 : Nouveaux locaux.
- Septembre 2002 : Une nouvelle filière spécialisée en sécurité informatique ouvre ses portes.
- Décembre 2004 : Décision d’extension de l’École pour une ouverture de nouveaux locaux en septembre 2008.
- Septembre 2005 : Les deux filières sont habilitées par la CTI.
- Juillet 2006 : L'École rejoint le Groupe Concours Polytechniques.
- Septembre 2006 : L’ENSI de Bourges devient membre de la Conférence des grandes écoles.
- Juillet 2008 : L'École rejoint le réseau Polyméca.
- Septembre 2010 : L'École rejoint les INSA Partenaires.
- Septembre 2014 : Fusion avec l'école nationale d'ingénieurs du Val de Loire ; le nouvel ensemble rejoint alors le groupe des instituts nationaux des sciences appliquées (INSA) et forme l’Institut national des sciences appliquées Centre Val de Loire[4].

## Formation d’ingénieur
L’ENSI de Bourges a pour vocation de former en 3 ans des ingénieurs généralistes qualifiés dans la gestion des risques du monde industriel (filière MRI) et des ingénieurs spécialisés en sécurité informatique et en sécurité des réseaux (filière STI).
L'obtention d'une certification en anglais (First Certificate in English par exemple) de niveau B2 ou supérieur est nécessaire à la validation du diplôme.

### Admission
Il est possible d'intégrer la première année d'ingénieur après les classes préparatoires sur les concours communs polytechniques, les DEUG, les DUT.
Une admission en deuxième année est également possible avec une maîtrise scientifique ou dans le cadre de doubles diplômes.
Depuis l'intégration de l'ENSIB au réseau Polyméca, il est possible également de faire sa 3e année d'ingénieur à l'ENSIB en partenariat avec les autres écoles du réseau. 
À partir de la rentrée 2012, il est également possible d'intégrer l'école post-bac en entrant dans un cycle préparatoire.

### La filière MRI
L’ENSI de Bourges forme dans la filière MRI des ingénieurs généralistes hautement qualifiés dans le domaine de la maîtrise des risques industriels. Durant la deuxième année, les élèves ingénieurs reçoivent un enseignement d'approfondissement à choisir parmi les trois suivants :
- Génie des Procédés
- Mécanique et Énergétique
- Systèmes Avancés

En troisième année, les élèves ingénieurs choisissent entre cinq options :
- Énergie Nucléaire
- Risques et Accidents Industriels
- Risques Environnementaux
- Risques et Systèmes Industriels
- Transport, Production, Robotique

### La filière STI
L’ENSI de Bourges forme dans la filière STI (Sécurité et Technologies Informatiques) des ingénieurs spécialistes dans le domaine informatique.  Ils obtiennent une formation importante sur la sécurité informatique.
Durant la deuxième année, les élèves ingénieurs reçoivent un enseignement d'approfondissement parmi trois:
- Temps réel et Mobilité
- Commerce électronique
- Ingénierie du multimédia

En troisième année, les élèves ingénieurs choisissent entre trois options:
- Administration et Sécurité des Systèmes
- Architecture et Sécurité Logicielles
- Sécurité des Systèmes Ubiquitaires (rentrée 2010)

Une des particularités de l'ingénieur STI réside dans sa solide culture des systèmes d'exploitation et des réseaux informatiques ainsi que ses connaissances en matière de sécurité de ces systèmes.
La filière STI est adossée aux chercheurs du Laboratoire d'Informatique Fondamentale d'Orléans, et particulièrement l'équipe Sécurité et Distribution des Systèmes. Les travaux de l'équipe SDS concernent principalement les axes suivants:
- Sécurité et systèmes répartis à large échelle.
- Sécurité des très grands clusters de calcul.
- Détection d'intrusions et infrastructures de captures d'attaquants.
- Politiques de sécurité des systèmes et des logiciels.
- Sécurité des systèmes d'exploitation classiques et à base de cartes à puces.
- Corrélation d'attaques et apprentissage de politiques.

### Vie associative
- L'association phare de l'école : le Bureau Des Élèves rythme la vie étudiante et aide chaque année les différents clubs et associations de l'école.
- L'association sportive : l'AS propose nombres d'activités sportives tout au long de l'année. L'organisation de tournois et rencontres lui est aussi attribuée.
- Le Bureau des Arts (BdA) : cette association promeut la diffusion des arts et de la culture auprès des élèves et personnels de l'ENSIB, et coordonne les associations à but artistique au sein de l'école.
- L'association 5 Sommets 5 Continents: L'association 5S5C est une association sportive et solidaire gérée et organisée par des élèves-ingénieurs de l'ENSI. À son actif, plusieurs missions sportives et solidaires réalisées aux quatre coins du Monde (Afrique, Europe, Asie).
- L'association de robotique : l'Association de Robotique E=ENSIB a pour objectif de promouvoir la robotique au sein de l'ENSIB, mais aussi de participer à la coupe de France de Robotique ainsi qu'à d'autres manifestations scientifiques.
- L'association de type Junior-Entreprise : l'ENSIB-TEC a pour vocation de promouvoir les compétences des élèves à travers une activité de conseil aux entreprises. L'ENSIB-TEC réalise donc des contrats pour les entreprises ayant un besoin généralement en adéquation avec la formation de l'ENSIB, c'est-à-dire le Risque.
- L'association pour l'accueil des étudiants : l'ENSIB Sans Frontières (ESF) est là pour accueillir les étudiants étrangers et leur assurer une parfaite intégration à Bourges, ainsi qu'à l'école.
- Le journal des élèves : La Thèse
- L'association Gala organise tous les ans une soirée de prestige au Palais d'Auron de Bourges pour fêter les nouveaux ingénieurs diplômés.
- L'association des anciens élèves : créée en 2001, l'Association des anciens élèves de l'ENSI de Bourges (AdA ENSIB) fédère les 1500 anciens élèves de l'ENSI de Bourges ; en 2014, elle a modifié ses statuts pour devenir l'Association des alumni en maîtrise des risques (AdA RISQUES) et développer sa représentation aux anciens élèves de l’École Hubert Curien et des départements MRI, STI et ERE de l'INSA Centre Val de Loire[5].

## La Recherche
L’école met en œuvre la possibilité, pour les élèves ingénieurs, de suivre un Master Recherche en double cursus.
Les laboratoires de recherche de l’école, communs avec l’Université d'Orléans, peuvent accueillir des doctorants pour la préparation d’une thèse:
- Laboratoire d’Informatique Fondamentale d’Orléans
- Laboratoire Énergétique Explosions Structures
- Laboratoire Vision et Robotique